# 複式複打法
複式複打法（ふくしきふくだほう）は、和太鼓の演奏形態の一つである。別名「組太鼓」（くみたいこ）とも呼ばれる。
多種多様な太鼓を2人以上の打ち手によって演奏する、いわば『太鼓のオーケストラ』といった演奏形態であり、現在の和太鼓（創作和太鼓）演奏の主流となっている。
古くは武田信玄配下の陣太鼓集団『御諏訪太鼓21人衆』もこの複式複打法を用いていたと推察されているが、
現在の形態は御諏訪太鼓の宗家・小口大八によって考案・確立された。
複式複打法はこれ以前から存在していた複式単打法、単式複打法、単式単打法とは一線を画し、この考案・確立によって、それまで他の楽器の脇役的存在に過ぎなかった和太鼓が、演奏の主役として曲を奏でる主役に躍り出る事ができるようになった点で、現在主流の和太鼓演奏スタイルとなっている。
1970年代は「鬼太鼓座」（おんでこざ）という団体が作曲家石井眞木とのコラボレーションによる『和太鼓合奏とオーケストラのための《モノプリズム》』他の作品で一躍有名になったが、後に「鬼太鼓座」は内部分裂し、一部は「鼓童」と改称した。